# Komitadji

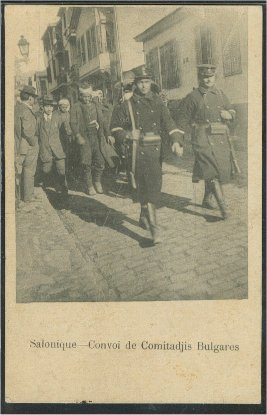
Una colonna di Komitadjis bulgari catturati a Salonicco.

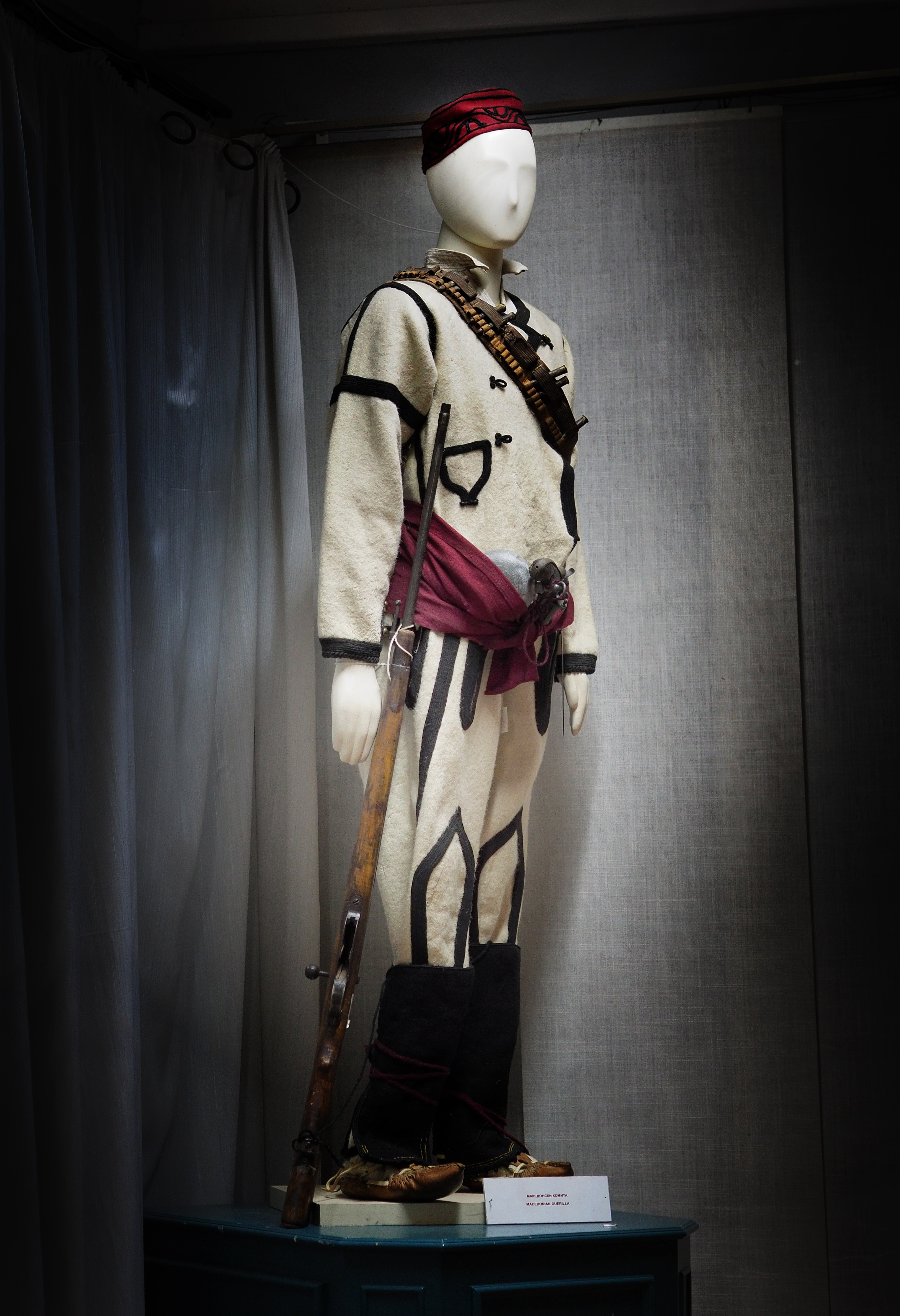
Abito di komitadji macedone (Museo a Bitola)

I Komitadji, Comitadjis o Komitas (in bulgaro, macedone e in serbo Комити?, in croato Komiti, in romeno Comitagiu, in greco Κομιτατζής, plurale: Κομιτατζήδες?, in turco Komitacı, in albanese Komit) erano i membri delle bande ribelli (chetas) che operavano nei Balcani durante il periodo finale dell'Impero ottomano. Combattevano contro le autorità turche ed erano sostenuti dai governi degli stati vicini, in particolare la Bulgaria.
Il termine "Komitadji" era usato per descrivere i membri del Comitato rivoluzionario centrale bulgaro durante la rivolta di aprile del 1876, e le bande bulgare durante la successiva guerra russo-turca. Il termine è stato spesso impiegato per riferirsi più tardi a gruppi di ribelli associati ai comitati rivoluzionari bulgari macedoni-Adrianopoli e al comitato supremo macedone-Adrianopoli chiamato dai turchi semplicemente i comitati bulgari.
Nella Grecia tra le due guerre e in Jugoslavia il termine era usato per riferirsi alle bande organizzate dall'Organizzazione rivoluzionaria interna macedone filo-bulgara e dall'Organizzazione rivoluzionaria interna tracia, che operavano nel Vardar, nella Macedonia egea e nella Tracia occidentale. Nella Romania tra le due guerre, il termine era usato per riferirsi alle bande organizzate dall'Organizzazione rivoluzionaria interna della Dobrugia pro-bulgara, che attaccarono gli avamposti rumeni e i coloni aromuni nella Dobrugia meridionale. Durante la seconda guerra mondiale questo nome fu usato per designare i membri della pro-bulgara Ohrana attivi nel nord della Grecia.

## Altri usi
- Il termine è usato dai tifosi dell'FK Vardar.[10]
- Komitadji era il nome dato a una nave da guerra spaziale dell'Impero Pax basato sulla Terra nel romanzo di fantascienza Angelmass (TOR Books, 2001) di Timothy Zahn.